# Ферфилд (Мејн)
Ферфилд (енгл. Fairfield) насељено је место без административног статуса у америчкој савезној држави Мејн.

## Демографија
По попису из 2010. године број становника је 2.638, што је 69 (2,7%) становника више него 2000. године.
| Група             | 2000.         | 2010.         |
| Белци             | 2.505 (97,5%) | 2.545 (96,5%) |
| Афроамериканци    | 6 (0,2%)      | 21 (0,8%)     |
| Азијати           | 13 (0,5%)     | 11 (0,4%)     |
| Хиспаноамериканци | 5 (0,2%)      | 8 (0,3%)      |
| Укупно            | 2.569         | 2.638         |